# Las vísperas sicilianas
Las vísperas sicilianas (con una versión en francés, Les vêpres siciliennes, y otra en italiano, I vespri siciliani), es un grand opéra  en cinco actos con música de Giuseppe Verdi y libreto en francés de Charles Duveyrier y Eugène Scribe a partir de su obra Le duc d'Albe, que fue escrito en 1838 y ofrecido a Halévy y Donizetti antes de que Verdi acordase ponerle música en 1854. Fue estrenada en la Académie Impériale de Musique el 13 de junio de 1855. En España se estrenó el 4 de octubre de 1856, en el Gran Teatro del Liceo de Barcelona, en la versión italiana.
La ópera se basa en hechos históricos que ocurrieron en 1282 y se conocen con el nombre de las vísperas sicilianas, usando material tomado del tratado medieval siciliano Lu rebellamentu di Sichilia.

## Historia
Aunque no fue la primera grand opera de Verdi para París (la primera fue su adaptación de I Lombardi en 1847 bajo el nuevo título de Jerusalem), el libreto que Verdi usó se había escrito alrededor de 20 años antes en la cúspide de la tradición de la grand opera  francesa, que "implicaba que Verdi estaba escribiendo su primera opéra (original) en un momento en el que el género estaba en un estado de cambio".

### La versión italiana:I vespri siciliani
Al igual que ocurrió con Don Carlos, que también fue estrenada con un libreto en francés, fue traducida rápidamente al italiano bajo la supervisión de Verdi por el poeta Ettore Caimi con el título Giovanna di Guzman Verdi era consciente de que en Italia en aquella época, habría sido imposible ubicar la historia en Sicilia pero, basándose en la sugerencia de Scribe de cambiar la ubicación, se convirtió en el Portugal de 1640 mientras estaba bajo control español.
Esta versión fue estrenada el 26 de diciembre de 1855 en el Teatro Regio de Parma.

### Representaciones
Les Vêpres fue representada por vez primera en la Ópera de París el 13 de junio de 1855. Sin embargo, su éxito no fue grande, y padeció la retirada de Sophie Cruvelli (quien cantaba el papel de Hélène).  Debido a que la versión original nunca entró en el repertorio estándar, las representaciones "fueron arrastrándose" hasta que Verdi intentó ayudar a su reposición en la Ópera de París el 6 de julio de 1863 revisando algunos de los papeles para cantantes seleccionados. Sin embargo, después de unas pocas representaciones, la ópera desapareció y fue reemplazada por la versión francesa de Il trovatore, Le trouvère.  Excepto por una reposición en París en 1863, "desapareció completamente del escenario parisino"
Una tercera versión, en italiano y completa, revisada por el poeta Arnaldo Fusinato, fue estrenada el 4 de febrero de 1856 en la Scala de Milán, aprobando Verdi la retirada del ballet, algo que era obligatorio en el París de la época. Esta es quizás la más conocida y grabada. En esa temporada 1855/1856 la versión italiana se interpretó nueve veces y, después de 1861 en la nueva era posterior a la unificación, volvió a su nombre original.
El estreno británico tuvo lugar el 27 de julio de 1859 en el Theatre Royal de Drury Lane en Londres mientras que el 7 de noviembre de aquel año, apareció en la Academia de Música de Nueva York.
En tiempos modernos, se representa sobre todo en italiano con el título de I vespri siciliani, pero la versión en francés se dio en 1994 como parte del "Ciclo Verdi" de la Ópera de Sarasota de todas las obras del compositor. En mayo de 2011 se presentaron versiones francesas en el Grand Théâtre de Genève y en el Teatro San Carlo de Nápoles.

Esta ópera se representa poco; en las estadísticas de Operabase aparece la n.º 228 de las óperas representadas en 2005-2010, siendo la 67.ª en Italia y la decimoctava de Verdi, con 11 representaciones en el período.

## Personajes
| Personaje: FR: Versión francesa original. IT: Traducción italiana con cambio de ubicación y personajes a Portugal. Post-1861: versiones traducidas al italiano posteriores a 1861, volviendo a las versiones italianas de los nombres del original francés. | Tesitura  | Versión en francés: Reparto del estreno, 13 de junio de 1855 Paris Opéra (Director: Narcisse Girard ) | Versión en italiano: Reparto del estreno, 26 de diciembre de 1855 Teatro Regio (Parma) (Director: Nicola De Giovanni) |
| --- | --------- | --- | --- |
| FR: Guy de Montfort, gobernador de Sicilia bajo Carlos de Anjou, rey de Nápoles IT: Michele de Vasconcello, un traidor portugués. Post-1861: Guido di Monteforte                                                                                            | barítono  | Marc Bonnehée                                                                                         | Francesco Cresci |
| FR: Le Sire de Béthune, un oficial francés Post-1861: Señor de Bethune | bajo      | Théodore-Jean-Joseph Coulon                                                                           | Guglielmo Giordani |
| FR: Le Comte de Vaudemont, un oficial francés Post-1861: Conde Vaudemont | bajo      | Jacques-Alfred Guignot                                                                                | Angelo Corazzani |
| FR: Henri, un joven siciliano IT: Enrico Post-1861: Arrigo | tenor     | Louis Guéymard                                                                                        | Antonio Giuglini |
| FR: Jean Procida, un doctor siciliano IT: Don Giovanni Ribera Pinto, un capitán portugués Post-1861: Giovanni da Procida | bajo      | Louis-Henri Obin                                                                                      | Giorgio Atry |
| FR: La Duchesse Hélène, hermana del duque Federico de Austria IT: Giovanna de Guzman (originalmente Helena) Post-1861: Elena | soprano   | Sophie Cruvelli                                                                                       | Caterina Goldberg Strossi                                                                                             |
| Ninette, su doncella | contralto | Clarisse-Françoise Sannier                                                                            | Teresa Lenci Marsili                                                                                                  |
| FR: Daniéli, su sirviente Post-1861: Danieli | tenor     | Jean-Jacques Boulo                                                                                    | Carlo Salvatore Poggiali                                                                                              |
| FR: Thibault , un soldado francés Post-1861: Tebaldo | tenor     | M. Aimes                                                                                              | Raffaele Giorgi |
| FR:: Robert, un soldado francés Post-1861: Roberto | barítono  | Mécène Marié de l'Isle                                                                                | Raimondo Beffagni |
| FR: Mainfroid, un siciliano, partidario de Prócida Post-1861: Manfredo | tenor     | Joseph Koenig                                                                                         | Giovanni Battista Garulli                                                                                             |

## Argumento
Lugar: Palermo, Italia
Época: 1282

### Acto I
Plaza mayor de Palermo
Tebaldo, Roberto y otros soldados franceses se han reunido frente al palacio del gobernador. Brindan por su patria, mientras los sicilianos los observan, infelices por la ocupación.
Elena entra vestida de luto por su hermano ejecutado. Algo bebido, Roberto exige que ella cante, a lo cual accede tranquilamente. Su canción, sobre los peligros de los pescadores y el grito de Dios de "sean burlados los peligros", (Deh! tu calma, o Dio possente / "Viens à nous, Dieu tutélaire" / "Por favor, Dios todopoderoso, calma con Tu sonrisa tanto el cielo como el mar"), solo incita a los sicilianos a rebelarse contra los ocupantes. Cuando entra Monforte, el gobernador, la gente se calma. Entonces Arrigo anuncia que ha sido liberado de la prisión. A solas con Arrigo, Montforte le ofrece un cargo con los franceses mientras permanezca alejado de Elena. Él lo rechaza, e inmediatamente sigue a Elena dentro del palacio.

### Acto II
Junto al mar
Procida pone pie a tierra bajando de un pequeño bote de pesca. Queda claro que regresa del exilio y expresa su alegría por el regreso a su tierra y su ciudad natal: O tu Palermo / "Et toi, Palerme" / "Oh, tú, Palermo, tierra adorada..." Está rodeado por Manfredo y otros compañeros y él rápidamente ordena a sus hombres que traigan a Elena y Arrigo ante él (Nell'ombra e nel silenzio / "Dans l'ombre et le silence"/  "En la oscuridad y en silencio"). Los tres planean un alzamiento durante las próximas festividades que será seguidas por los matrimonios de un grupo de jóvenes. Después de que Prócida se vaya, Elena le pregunta a Arrigo qué recompensa busca. Jurando que vengará la muerte de su hermano, no pide más que su amor.  
Bethune llega con una invitación de parte de Monteforte para un baile. Arrigo lo rechaza y lo arrestan y sacan a rastras. Guiados por Roberto, un grupo de soldados franceses han entrado en la plaza y han empezado a bailar. La danza se hace más animada, y Roberto hace señales a sus hombres, quienes atrapan a muchas de las jóvenes, llevándoselas a pesar de las protestas de los jóvenes sicilianos. Los rechazados jóvenes son testigos de que pasa un bote lleno de nobles franceses y mujeres sicilianas, todos camino del baile. Prócida y los otros determinan entrar al baile y buscar así su venganza.

### Acto III
Escena 1: Palacio de Montforte
Montforte lee un papel de una mujer a la que ha raptado, que revela que Arrigo es su hijo: Si, m'abboriva ed a ragion! / "Sí, ella me despreciaba, ¡y con razón!".  Bethune le dice que han traído a Arrigo a la fuerza, pero Montforte se exalta por el hecho de que su hijo esté cerca: In braccio alle dovizie / "Au sein de la puissance" / Entregado a la riqueza, rodeado por honores, un inmenso, horrible vacío..."  Los dos hombres se enfrentan y Arrigo queda algo sorprendido por la manera en que lo tratan. Al final, Monforte le enseña la carta escrita por la madre de Arrigo. Abrumado, pero aún desafiante, Arrigo insulta a su padre, quien reacciona enojado cuando el joven se apresura a marcharse: Parole fatale, Insulto mortale / "¡Palabra fatal, insulto mortal!  La alegría ha desaparecido...". 
Escena 2: Un baile en el palacio de Montforte
Cuando entra Montforte, da la señal para que empiece el baile. En el público, pero disfrazados, están Elena, Arrigo y Prócida.  Arrigo se sorprende cuando los dos se revelan y declaran su propósito de salvar al joven. Sin embargo, está perturbado al oír que pretenden matar a Montforte y cuando el padre se acerca al hijo, hay cierta advertencia de peligro. Cuando los asesinos se acercan más, Arrigo salta en frente de su padre, justo cuando Elena se acerca. Los sicilianos quedan horrorizados al ver a Arrigo salvado mientras el grupo contempla la situación. Elena, Prócida, Danieli y los sicilianos maldicen a Arrigo mientras los arrastran fuera, mientras que él quiere seguirlos, pero Montforte lo contiene.

### Acto IV
Una prisión
Arrigo llega a la puerta de la prisión y, por orden de Monforte, espera ser admitido. Contempla la situación en que stán sus amigos: 
Giorno di pianto / "O jour de peine"/ Día de llanto".  Traen a Elena y se enfrenta a él. Al final, él admite que Monforte es su padre y ella empieza a desear simpatizar con él: Arrigo! Ah, parli a un core... / "¡Arrigo! Ah, hablas a un corazón predispuesto a perdonar." Sin ver a Arrigo, Prócida se acerca a Elena y revela una carta que le habla de la próxima liberación.  Pero Montforte llega y ordena que llamen a un sacerdote y la ejecución de los prisioneros mientras Prócida queda sorprendido al descubrir la verdadera situación de Arrigo. Éste ruega piedad por sus amigos y Montforte se enfrenta a él con una cosa: Dimme sol, di "Mio padre / "Sólo dime una cosa, llámame padre..." Arrigo no dice nada cuando el verdugo aparece y se llevan a la pareja, seguida por Arrigo. Montforte se adelanta para impedir que se una a ellos. Cuando llevan a Elena ante el verdugo, Monteforte perdona a los sicilianos. Más aún, está conforme en el matrimonio de Elena y Arrigo y anuncia al pueblo: "¡De nuevo encuentro a un hijo!".  Hay una alegría generalizada.

### Acto V
Los jardines en el palacio de Montforte
Mientras los caballeros y las damas se reúnen, Elena da las gracias a todos: Mercé, dilette amiche / "Merci, jeunes amies" /"Gracias, amados amigos".  Arrigo llega, exclamando alegre: La brezza aleggia intorno / "La brise souffle au loin" / "La brisa sopla a lo lejos...".  Se marcha al encuentro de su padre, pero llega Prócida anunciando un plan para burlar a los enemigos masacrándolos al pie del altar después de que hayan pronunciado los votos. Ella se siente dividida, más aún al regreso de Arrigo, entre su amor y su deber:  Sorte fata! Oh, fier cimento! / "¡Destono fatal! ¡Oh, fiero conflicto!". Al final, no puede seguir adelante y le dice a Arrigo que no pueden casarse. Ambos hombres están furiosos con ella por lo que parece traición. Entonces llega Monforte, toma las manos de la pareja, las une, y los declara casados mientras empiezan a tocar las campanas. Esta es la señal para el alzamiento de los sicilianos quienes se lanzan sobre Montforte y los franceses.

## Grabaciones
Hay una grabación considerada "histórica", interpretada en italiano, la dirigida por Erich Kleiber (1951, grabación en vivo), con el coro y orquesta del mayo Musical Florentino. Son sus intérpretes: Enzo Mascherini (Guido di Montforte), Giorgio Kokolios Bardi (Arrigo), Maria Callas (Elena) y Boris Christoff (Procida). CD: Golden Melodram GM 2.0005